# King Fung FC
Der King Fung Football Club ist eine Fußballmannschaft aus Hongkong, die 2011 unter dem Namen Hong Kong Sapling gegründet wurde. Die Saison 2017/2018 spielte die Mannschaft in der höchsten Liga, der Hong Kong Premier League.
Am 16. November 2020 bestätigte der Verein, dass er sich nach einem von der FIFA verhängten Transferverbot für zwei Spielzeiten aus lokalen Wettbewerben zurückziehen würde. Das Verbot war das Ergebnis eines erfolgreichen Schiedsverfahrens des ehemaligen Spielers Joaquín García, der den Verein in der Saison 2018/19 wegen Gehaltsrückständen verklagt hatte. Darüber hinaus verlangte die FIFA vom Verein eine Entschädigung in Höhe von 800.000 HKD an Joaquín.

## Namenshistorie
| Von  | Bis  | Name                          |
| ---- | ---- | ----------------------------- |
| 2011 | 2012 | Hong Kong Sapling (港菁)      |
| 2016 | 2017 | Biu Chun Glory Sky (標準灝天) |
| 2017 | 2019 | Dreams SC (夢想 SC)           |
| 2019 |      | King Fung (景峰 FC)           |

## Stadion

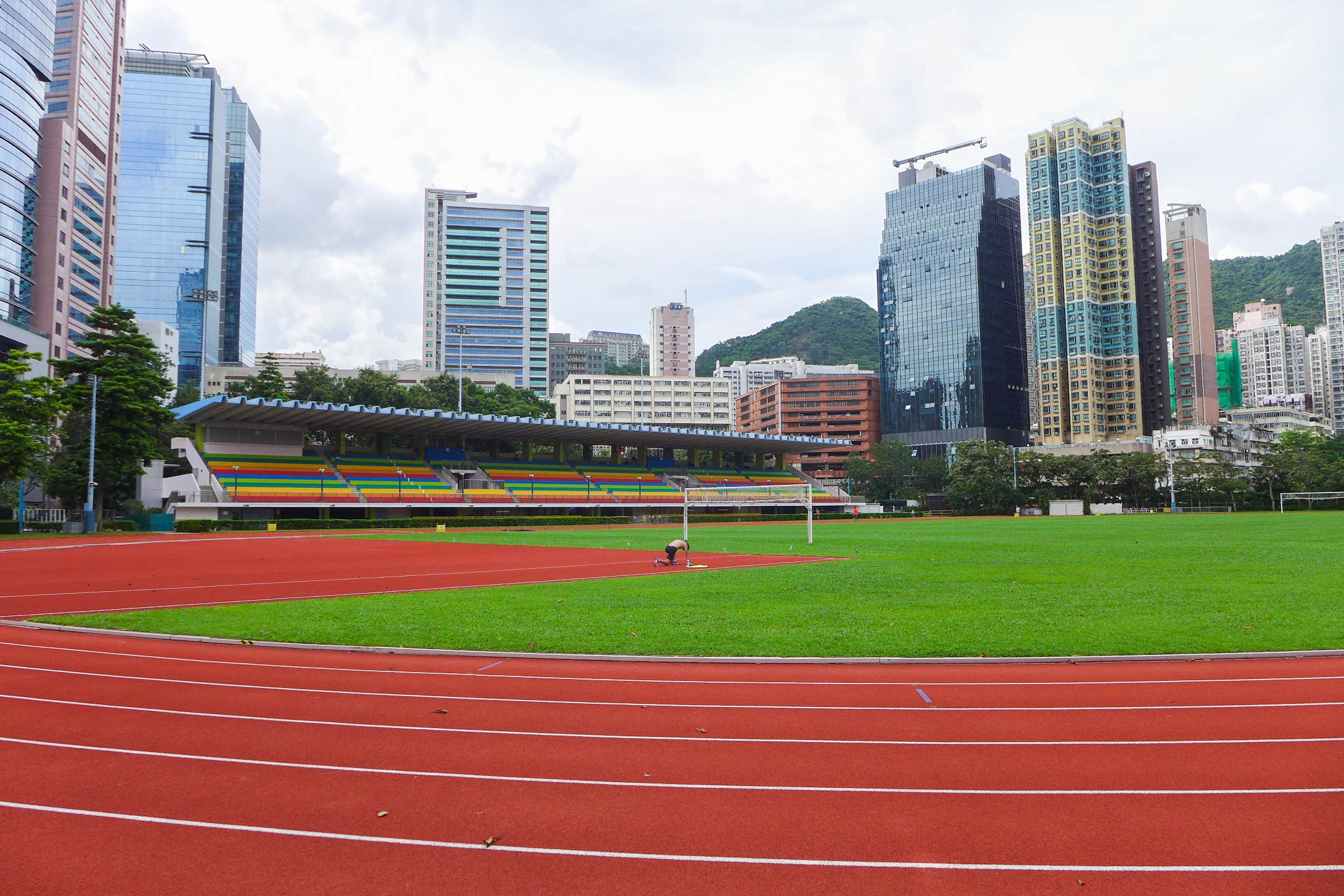
Sham Shui Po Sports Ground

Zuletzt trug der Verein seine Heimspiele im Sham Shui Po Sports Ground aus. Das Stadion hat ein Fassungsvermögen von 2194 Personen.

## Trainerchronik
Stand: Februar 2022
| Trainer        | Nation     | von               | bis               |
| -------------- | ---------- | ----------------- | ----------------- |
| Paul Foster    | Australien | 19. August 2011   | 31. Mai 2012      |
| Chung-Man Chiu | Hongkong   | 6. Juli 2016      | 30. Juni 2017     |
| Chi-Wing Leung | Hongkong   | 1. Juli 2017      | 8. August 2019    |
| Loi-Keung So   | Hongkong   | 8. September 2019 | 15. November 2020 |